# Tanaecium
Tanaecium, biljni rod iz porodice katalpovki smješten u tribus Bignonieae. Sastoji se od 22 vrste lijana rasprostranjenih po tropskoj Americi, od Argentine do južnog Meksika na sjeveru.

## Opis
Lijane, grančice cilindrične sa ili bez interpetiolarnih žljezdanih polja; pseudostipule neugledne ili bez njih, često s jakim vegetativnim mirisom, ponekad poput badema. Listovi 2- ili 3-listni; završni listić često zamijenjen jednostavnom viticom. Cvat je pazušni ili terminalni grozd ili grozdasta metlica. Čaška kupasta, ± krnja, 5-zubasta, često s pločastim žlijezdama u gornjem dijelu; vjenčić bijel, izduženo-cijevast do plitičast, izvana dlakav ili gol. Prašnici obično ± izbočeni, prašnici goli, teke ravne ili lučne, ± divergentne. Jajnik duguljast, lepidotan; ovuli su multiserijski u svakoj lokuli. Plod je duguljasto-cilindrična čahura, zalisci su paralelni s pregradom, debeli, drvenasti, nimalo stisnuti, glatki, središnja žila nevidljiva ili izbrazdana. Sjeme bez krila ili s 2 krila sa smećkastim, nepravilno obrubljenim, slabo ograničenim opnastim krilcima. 

## Vrste
1. Tanaecium affine (A.H.Gentry) L.G.Lohmann
2. Tanaecium apiculatum A.H.Gentry
3. Tanaecium bilabiatum (Sprague) L.G.Lohmann
4. Tanaecium caudiculatum (Standl.) L.G.Lohmann
5. Tanaecium crucigerum Seem.
6. Tanaecium cyrtanthum (Mart. ex DC.) Bureau & K.Schum.
7. Tanaecium decorticans Frazão & L.G.Lohmann
8. Tanaecium dichotomum (Jacq.) Kaehler & L.G.Lohmann
9. Tanaecium duckei A.Samp.
10. Tanaecium exitiosum Dugand
11. Tanaecium jaroba Sw., tipična
12. Tanaecium kuhlmannii (J.C.Gomes) Frazão & L.G.Lohmann
13. Tanaecium neobrasiliensis L.G.Lohmann
14. Tanaecium paradoxum (Sandwith) Kaehler & L.G.Lohmann
15. Tanaecium parviflorum (Mart. ex DC.) Kaehler & L.G.Lohmann
16. Tanaecium pyramidatum (Rich.) L.G.Lohmann
17. Tanaecium revillae (A.H.Gentry) L.G.Lohmann
18. Tanaecium selloi (Spreng.) L.G.Lohmann
19. Tanaecium tetragonolobum (Jacq.) L.G.Lohmann
20. Tanaecium tetramerum (A.H.Gentry) Zuntini & L.G.Lohmann
21. Tanaecium truncatum (A.Samp.) L.G.Lohmann
22. Tanaecium xanthophyllum (DC.) L.G.Lohmann

## Sinonimi
- Ceratophytum Pittier; J. Washington Acad. Sci. 18: 62 (1928)
- Hilariophyton Pichon; Bull. Soc. Bot. France 92: 228 (1945 publ. 1946), nom. superfl.
- Paragonia Bureau; Bull. Soc. Bot. France 19: 17 (1872)
- Periarrabidaea A.Samp.; Ann. Acad. Brasil. Sci. 6: 175 (1934)
- Pseudocatalpa A.H.Gentry; Brittonia 25: 241 (1973)
- Sanhilaria Baill.; Hist. Pl. 10: 27 (1888), pro syn.
- Spathicalyx J.C.Gomes; Arq. Serv. Florest. 10: 199 (1956)
- Sphingiphila A.H.Gentry; Syst. Bot. 15: 277 (1990)